# BMW 326
BMW 326 — автомобіль німецької компанії BMW, який випускали у 1936–1941 роках і недовго 1945 року. З нього компанія розпочала випуск машин вищого середнього класу одночасно з випуском нової моделі середнього класу BMW 327. Модель випускали з кузовами 4-дверний седан, 2- і 4-дверний кабріолет. Елементи його ходової частини, кузовів використали у моделях BMW 320, BMW 321, BMW 327, BMW 335. Модель 321 була 2-дверною аналогічною модифікацією з мотором в 45 к.с., а 335 можна вважати збільшеною модифікацією з мотором у 90 к.с.

## Конструкція

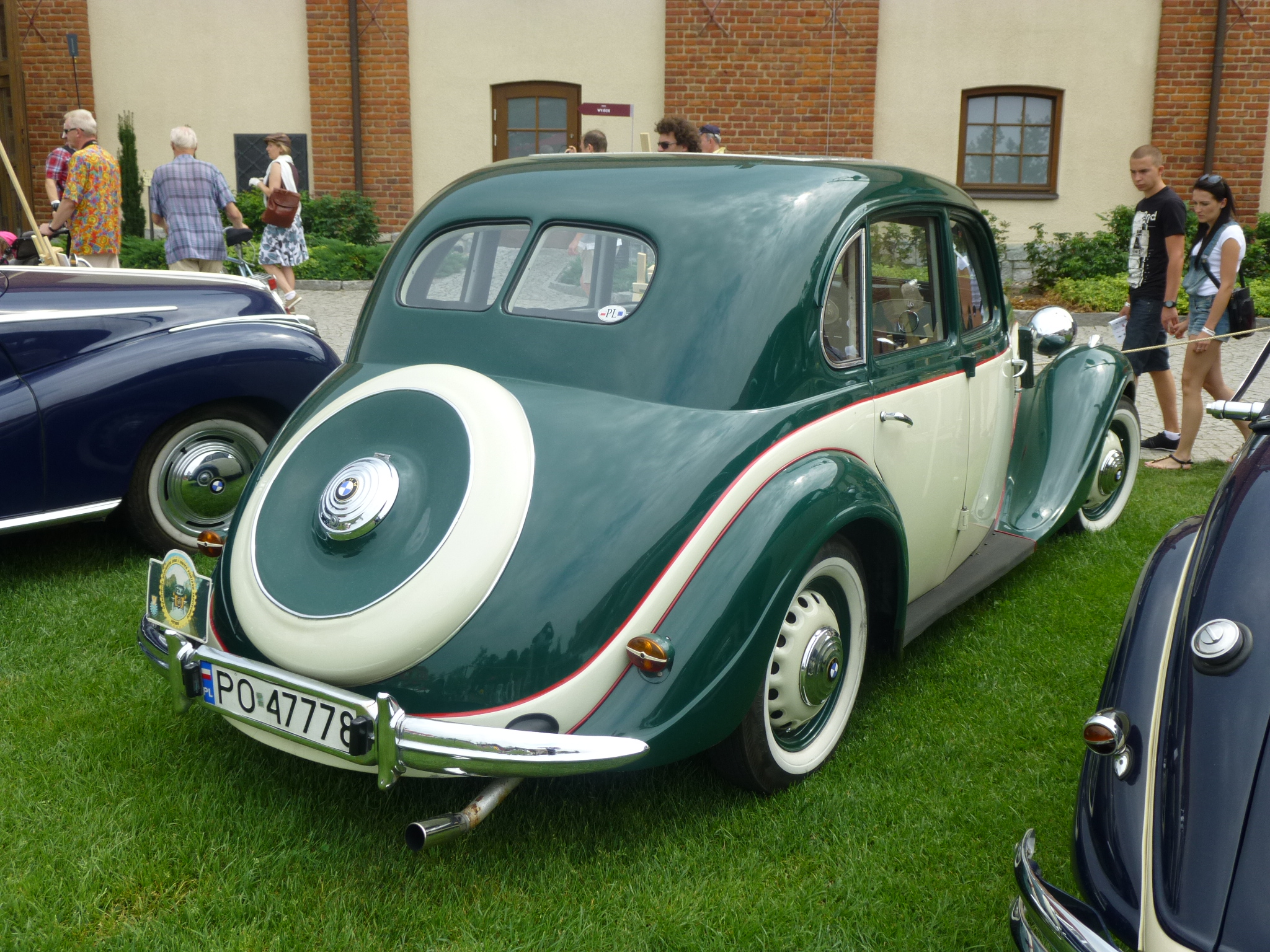

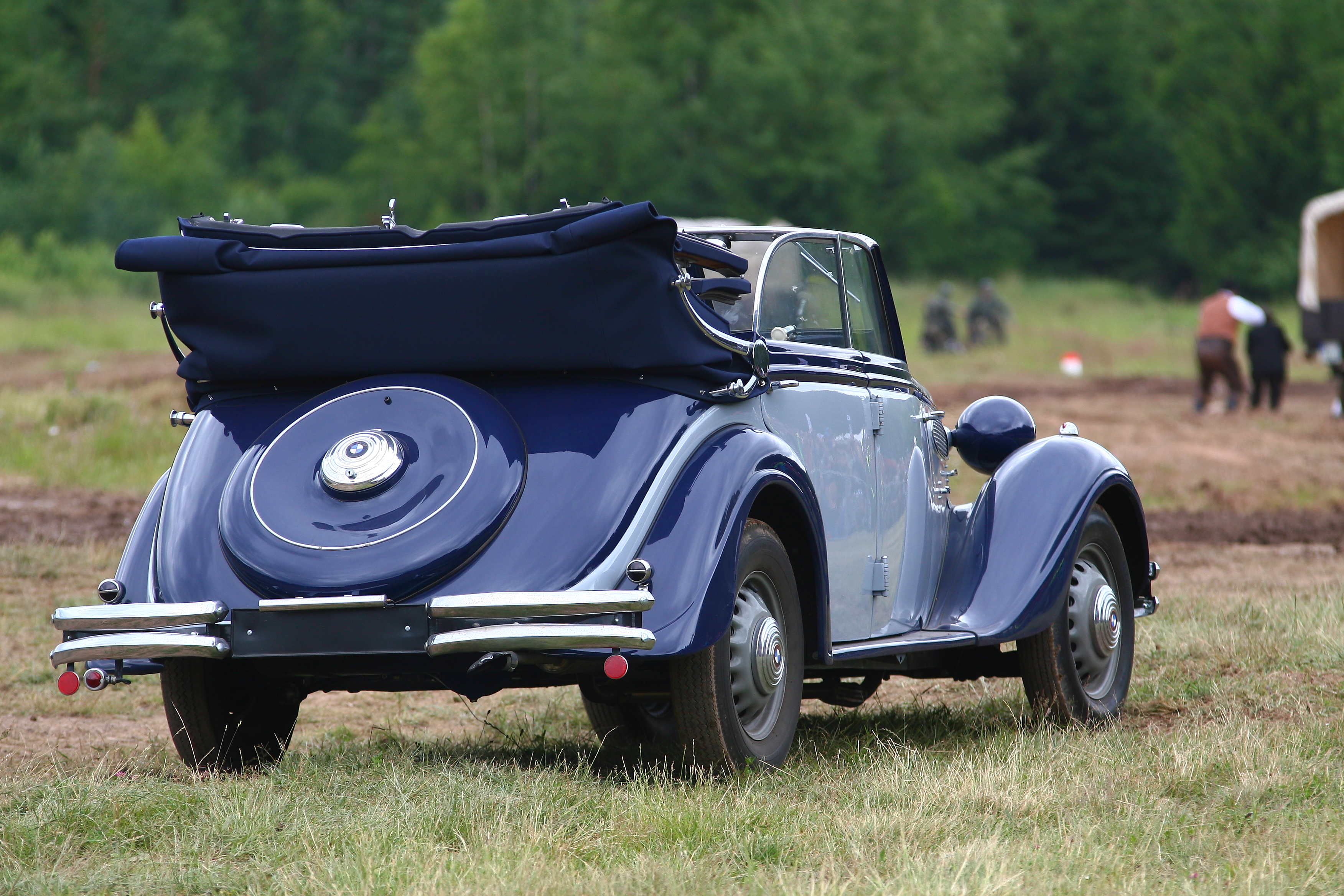

Компанія BMW займалась випуском малолітражних машин і лише 1932 року випустила першу модель середнього класу. Через три роки було вирішено розпочати випуск машин вищого середнього класу.

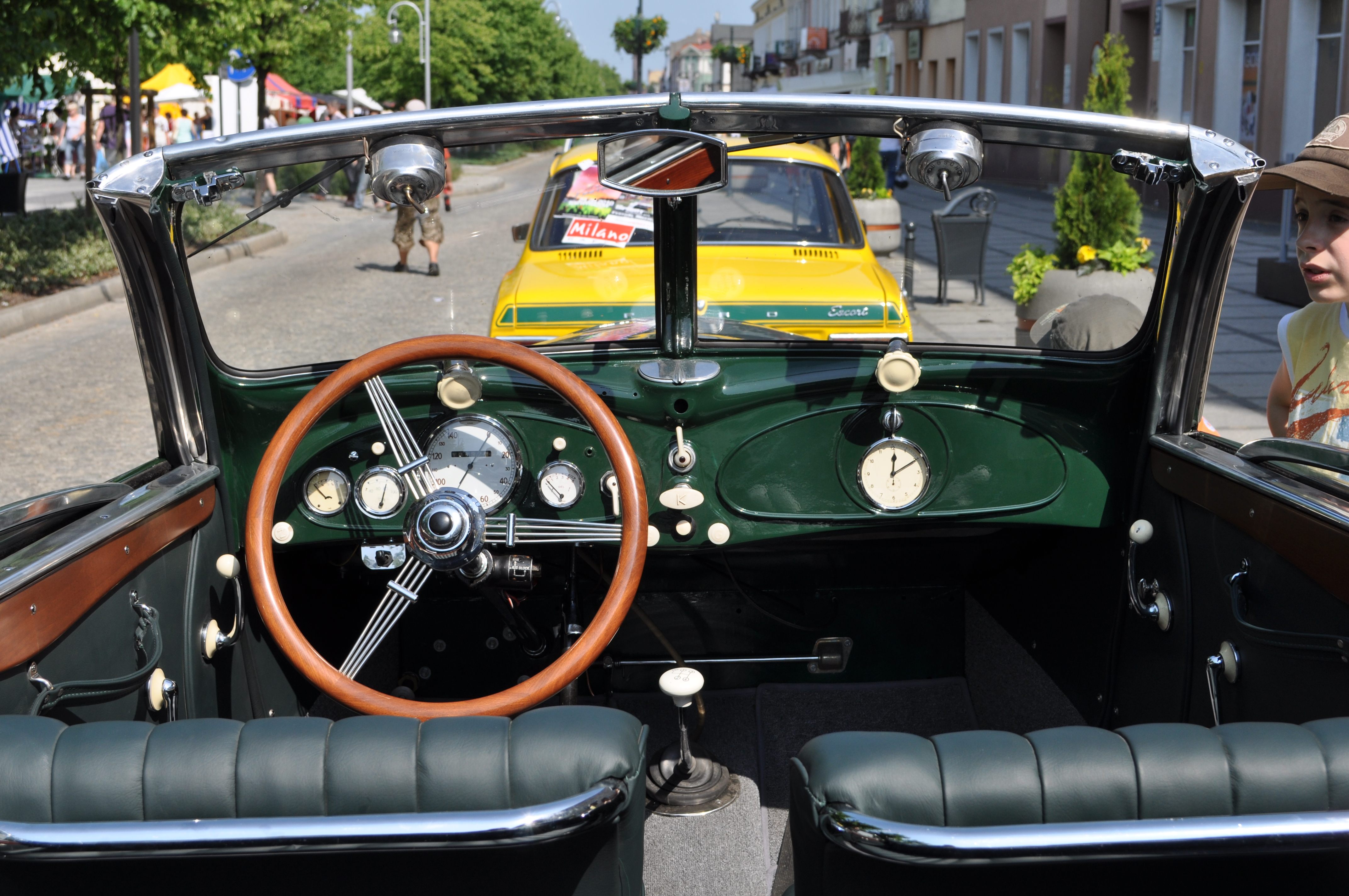

Розвиток моделі 326 розпочали 1935 року як 4-дверного автомобіля середнього класу з 6-циліндровим мотором з двома карбюраторами, запозиченим з моделі BMW 319 зі збільшеним об'ємом і потужністю 50 к. с.. Машина отримала 4-ступінчасту коробку передач з синхронізаторами 3 і 4 ступенів. Новинкою стали гідравлічні демпфери осей і торсіонна підвіска задньої осі. швидкість виносила 115 км/год.
На берлінському міжнародному автосалоні у лютому 1936 року Адольф Гітлер спеціально оглядав експозицію BMW з Типом 326.
Згідно з планами компанії 1940 року модель 326 мала б замінити модерна модель 332 з понтонними крилами, модифікованим 6-циліндровим рядним мотором об'ємом 2,0 літри. Через початок війни було виготовлено лише 3 прототипи моделі 332, а випуск 326 припинили 1941 року. На той час виготовили 15.936 машин усіх модифікацій моделі BMW 326, причому 2-дверний кабріолет коштував 6.650 марок.

### Післявоєнний період
У час війни завод в Айзенах був на 60% зруйнований. Із залишків довоєнної комплектації до кінця 1945 року було зібрано 3 кабріолети, 18 седанів моделі 326/2. На відміну від довоєнних машин вони отримали нові номери шасі й у позначенні моделі додали «/2». З 15 вересня 1946 року завод було введено до окупаційної організації «Автовело», що займалось організацією випуску автомобілів у зоні окупації СРСР. На основі моделі 326 розробили модель EMW 340 із дещо зміненою формою передньої й задньої частин автомобіля (1948).

## Двигун
- 1971 см3 OHV BMW M78 І6 45 к.с.